# Jimmy Dunne
|  | No s'ha de confondre amb Jimmy Dunne (futbolista de 1997). |

James Dunne (3 de setembre de 1905 - 14 de novembre de 1949) fou un futbolista irlandès de les dècades de 1920 i 1930.
Fou internacional amb la selecció d'Irlanda unificada (IFA) i amb l'Estat Lliure d'Irlanda (FAI).
Shamrock Rovers, Sheffield United FC, Arsenal FC i Southampton FC.
Va morir sobtadament amb només 44 anys, el 14 de novembre de 1949. Dos fills seus, Tommy i Jimmy, també van ser futbolistes.

## Palmarès
Jugador
Shamrock Rovers
- League of Ireland: 1937-38, 1938-39
- FAI Cup: 1940
- League of Ireland Shield: 1924-25, 1937-38, 1941-42
- Leinster Senior Cup: 1938

Arsenal
- First Division: 1933-34

Entrenador
Bohemians
- Dublin and Belfast Intercity Cup: 1945